# 盖伦基兴
盖伦基兴（德語：Geilenkirchen，發音：[ˈɡaɪlənkɪʁçn̩] ⓘ）是德国北莱茵-威斯特法伦州科隆行政区海因斯贝格县的城市，面积83.16平方千米，2023年12月31日人口为28,399人。

## 友好城市
- 法國 坎佩莱